# Sandersville, Mississippi
Sandersville là một thành phố thuộc quận Jones, tiểu bang Mississippi, Hoa Kỳ. Năm 2010, dân số của thành phố này là 731 người.

## Dân số
- Dân số năm 2000: 787 người.
- Dân số năm 2010: 731 người.